# Regular Show
Regular Show (Un show más en Hispanoamérica e Historias corrientes en España) es una serie animada de televisión estadounidense de comedia, creada por J. G. Quintel para Cartoon Network. Está protagonizada por dos amigos, Mordecai —un arrendajo azul— y Rigby —un mapache—, encargados del mantenimiento en un parque, que buscan cualquier excusa para no trabajar. En su día a día viven múltiples aventuras, muchas de ellas de carácter surrealista, en las que también interactúan el resto de los personajes.
La serie está compuesta por ocho temporadas, desde su estreno el 6 de septiembre de 2010 hasta su finalización el 16 de enero de 2017. Cuenta con un total de 261 episodios, además del largometraje Regular Show: The Movie.
Quintel había sido guionista y director artístico en Camp Lazlo y Las maravillosas desventuras de Flapjack antes de que Cartoon Network le ofreciera hacer un cortometraje para un programa especial, del que salió Regular Show. Tanto los personajes como el hilo argumental se inspiran en experiencias reales de la vida, a las que se añaden elementos de género fantástico.
Regular Show ha tenido buena aceptación tanto de la audiencia como de la crítica especializada por llegar a todo tipo de público, su estilo de humor y sus referencias a la cultura popular de finales del siglo XX. Ha recibido seis nominaciones al Premio Primetime Emmy y lo ganó en la edición de 2012, en la categoría de «Mejor episodio corto en una serie de animación», por el capítulo Eggscelent, correspondiente a la tercera temporada. También ha optado en siete ocasiones a los Premios Annie.
En 2024 Netflix pero tiene Clasificación 13+ es para Adolescentes y para Adultos Warner Bros. Discovery desveló el desarrollo de una futura secuela de Regular Show, con Quintel como productor ejecutivo.

## Historia

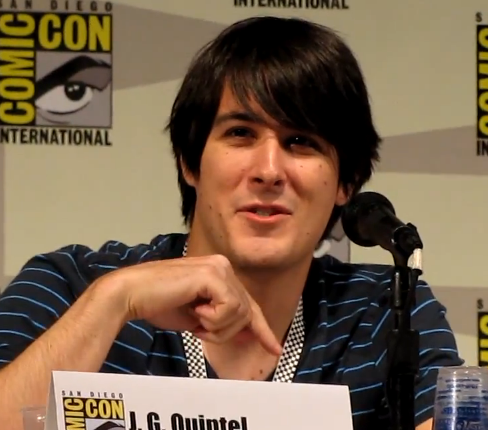
J. G. Quintel, creador de Regular Show, en la Comic-Con de San Diego de 2011.

Regular Show está inspirada en experiencias de su creador, J. G. Quintel. Algunos de los personajes habituales surgieron de cortometrajes que hizo cuando estudió en el Instituto de las Artes de California (CalArts): The Naïve Man from Lolliland (Pops, 2005) y 2 in the AM PM (Mordecai y Benson, 2006). El origen de ambos era un juego en el que los estudiantes debían sacar palabras de un gorro y hacer con ellas un corto en menos de 48 horas. En ese centro coincidió con Pendleton Ward (creador de Adventure Time) y Thurop Van Orman (The Marvelous Misadventures of Flapjack). Durante sus estudios, trabajó en Flapjack como director creativo y en Camp Lazlo como guionista gráfico, ambas series de Cartoon Network.
En 2008, Quintel desarrolló un corto titulado Regular Show, con los personajes recuperados de sus anteriores trabajos y uno nuevo, el mapache Rigby. El autor presentó su trabajo a The Cartoonstitute, un programa especial de Cartoon Network para jóvenes creadores en el que tuvo libertad creativa. Para desarrollar la historia utilizó un guion gráfico en vez de uno textual porque dotaba de sentido a los elementos más surrealistas. En el episodio piloto, Mordecai y Rigby compiten por un sofá jugando a piedra, papel o tijera, pero al empatar repetidas veces alteran el espacio-tiempo y están a punto de destruir el parque donde trabajan. Tanto Craig McCracken como Rob Renzetti, responsables de Cartoonstitute, dieron su visto bueno para que Cartoon Network Studios produjese el capítulo.
Los cortometrajes de Cartoonstitute nunca llegaron a emitirse por televisión, pero Cartoon Network los subió a su sitio web el 14 de agosto de 2009. Regular Show fue uno de los dos proyectos aprobados entre catorce aspirantes, y el único surgido de Cartoonstitute que se convirtió en serie. Tiempo después, el episodio piloto se reutilizó para el capítulo First Day, correspondiente a la segunda temporada, al que se añadieron nuevas escenas.
Ya con la serie confirmada, Quintel buscó para la producción a gente capaz de realizar un storyboard con un estilo similar al suyo. Por esa razón reclutó a jóvenes estudiantes de animación y excompañeros en las series donde había trabajado previamente. El primer episodio de Regular Show, The Power se estrenó el 6 de septiembre de 2010 con guion de Quintel y bajo la dirección creativa de Mike Roth, con quien ya había coincidido en Camp Lazlo. Posteriormente ha sumado a su equipo dibujantes de cómic independiente como Minty Lewis, Calvin Wong, Hellen Jo y Toby Jones.
La serie cuenta con 261 episodios repartidos en ocho temporadas, además de una película para televisión. Todas las temporadas se desarrollan en el mismo escenario excepto la última, ambientada en el espacio y titulada Regular Show in Space, que sirve para concluir todas las tramas abiertas.

## Personajes

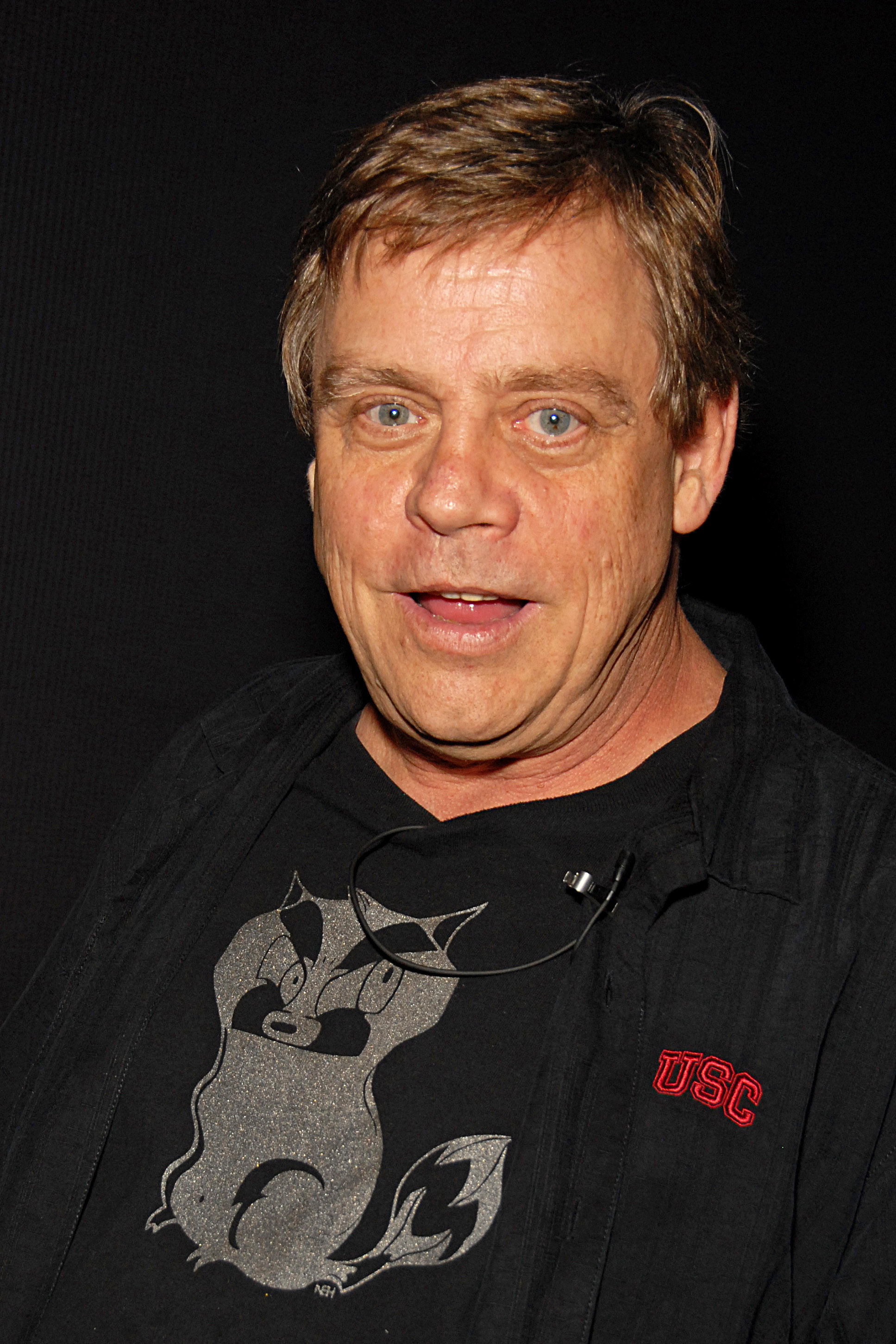
Mark Hamill da voz a Skips, uno de los personajes principales.

Los protagonistas de Regular Show son dos amigos de 23 años: Mordecai —un chara azul— y Rigby —un mapache—. Ambos tienen personalidades similares, pero Mordecai es responsable de sus actos mientras que Rigby tiende a ser inmaduro y egoísta. Trabajan como encargados de mantenimiento en un parque y siempre buscan cualquier excusa para librarse del trabajo, que ven tedioso y rutinario. Ese carácter disgusta a su jefe Benson —una máquina de chicles, siempre disgustado por la irresponsabilidad de Mordecai y Rigby, pero no parece importarle al alegre gerente, el señor Pops (Papaleta en Hispanoamérica) —un hombre con bigote y paleta por cabeza—, quien es a su vez hijo del dueño del parque, el Sr. Maellard.
El resto de empleados son Skips —un yeti inmortal—; Muscle Man (Musculitos en España; Musculoso en Hispanoamérica) —un ogro verde y obeso—; y el fantasma Hi-Five Ghost (Fantasma Chócala en España; Fantasmano en Hispanoamérica). Entre la cuarta y sexta temporada, aparece también el becario Thomas —una cabra—. Dentro del elenco habitual se incluyen dos empleadas de una cafetería: Margaret (Margarita en Hispanoamérica) —una cardenal roja—, de la que Mordecai está enamorado; y su amiga Eileen —una topo—, quien está a su vez enamorada de Rigby. Otros personajes recurrentes son: Starla —la novia de Muscle Man—, y C.J. —una chica con forma de nube—. Eileen termina uniéndose al grupo protagonista en la última temporada de la serie.

## Argumento
Cada episodio de Regular Show empieza con un problema que necesita solución. Mientras los personajes trabajan en arreglarlo, la historia va complicándose de tal forma que acaban enfrentándose a situaciones fantásticas, sobrenaturales o extrañas que complican aún más su labor.
Regular Show no se desarrolla en ninguna ciudad existente. El marco principal es un parque privado con paseos, fuentes, puerto para barcas y una terraza con puesto de aperitivos. El cuidado de todas estas instalaciones permite ver a Mordecai y Rigby implicados en distintas actividades. Los empleados disponen de un carro de minigolf para desplazarse.
Dentro del parque hay una casa de dos plantas que funciona como escenario principal. Mordecai y Rigby comparten una habitación, mientras que en la otra reside Pops, el gerente. También hay despachos para Benson y el Sr. Maellard, aunque ninguno de los dos vive allí, e instalaciones comunes como el salón y la cocina. El edificio suele sufrir numerosos daños en algunos episodios, pero siempre vuelve a su estado original para el siguiente capítulo.
En el parque residen también el resto de encargados de mantenimiento. Skips duerme en una casa separada, y Muscle Man y Hi-Five Ghost tienen una caravana en el exterior. Fuera de él, Benson vive un apartamento situado justo en frente del parque. La última temporada transcurre en el espacio exterior.

### Música

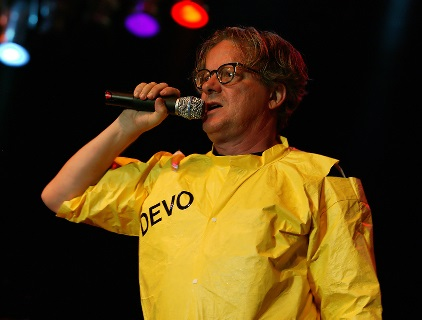
Mark Mothersbaugh, miembro fundador de Devo, es el compositor principal de Regular Show.